# Алоис Мацак
Алоис Мацак е чешки и български композитор и диригент.

## Биография
Роден е на 14 декември 1857 г. в Голяма Хлушница, Австро-Унгария. Завършва теория на музиката в Пражката консерватория. След това свири на тромпет и контрабас в театрални и симфонични оркестри.
През 1892 г. по покана на българското правителство пристига в България. От 1892 до 1904 г. е капелмайстор на Четвърти пехотен полк в Плевен, а от 1904 до 1914 г. – на Гвардейския оркестър в София. По същото време негов ученик по флигорна е Атанас Гърдев. През 1914 – 1918 г. ръководи оркестъра на Военното училище. Дирижира опери и оперни сцени на Българската оперна дружба.
Получава българско поданство през 1904 г. Почива на 18 юни 1921 г. в Прага.

## Творчество
Автор е на детски, солови и хорови песни, симфонична музика, обработки на народни песни и музика за театрални спектакли.
- „Венецианският търговец“ от Уилям Шекспир, режисьор Йозеф Шмаха (Народен театър, 1906)
- „Юлий Цезар“, режисьор Йозеф Шмаха (Народен театър, 1908)

Запис на „Българско хоро“ от Алоис Мацак в изпълнение на Лейбгвардейския полк на Негово Величество от 1897 г. е най-старият запис, който се съхранява в Златния фонд на Българското национално радио.